# Navanax polyalphos
Navanax polyalphos is een slakkensoort uit de familie van de Aglajidae. De wetenschappelijke naam van de soort is voor het eerst geldig gepubliceerd in 1972 door Gosliner & Williams.